# Bunty Pulls the Strings
Bunty Pulls the Strings er en amerikansk stumfilm fra 1921 af Reginald Barker.

## Medvirkende
- Leatrice Joy som Bunty
- Russell Simpson som Tammas Biggar
- Raymond Hatton som Weelum
- Cullen Landis som  Rab
- Casson Ferguson som Jeemy
- Josephine Crowell som Susie Simpson
- Edythe Chapman som Eelen Dunlap
- Roland Rushton
- Georgia Woodthorpe som Mrs. Drummon
- Sadie Gordon som Maggie
- Otto Hoffman som Beadle